# Edward Greswell
Edward Greswell   (1797 - 1869) va ser un acadèmic i cronòleg anglès.

## Biografia
Fill del reverend William Parr Greswell, va néixer a Denton, prop de Manchester, el 3 d'agost de 1797. Va ser educat pel seu pare i a la Manchester Grammar School. Es va matricular al Brasenose College, Oxford, el 5 d'abril de 1815, i va ser elegit acadèmic el mateix any. A principis de 1816 va obtenir la beca Lancashire al Corpus Christi College i es va llicenciar en B.A. el 1819, M.A. el 1822 i B.D. el 1830.
Va ser ordenat diaca el 1825 i sacerdot el 1826 i va ocupar el càrrec de tutor universitari de 1822 a 1834. Va ser membre del Corpus Christi College des de 1823 fins a la seva mort el 1869; va ocupar els càrrecs universitaris de lector de llatí el 1824, degà jove el 1825, lector grec el 1827, bibliotecari el 1830 i vicepresident del seu col·legi del 1840 al 1869.
Va morir el 29 de juny de 1869.

## Obres
Greswell va participar en les disputes a Oxford del 1836 en relació amb el nomenament de Renn Hampden com a professor Regius de Divinitat i va publicar una carta a la seva gràcia el duc de Wellington, canceller de la Universitat, sobre el tema (Oxford, 1837). Les seves obres van incloure:
- Dissertations upon the Principles and Arrangement of a Harmony of the Gospels, Oxford, 1830, 3 vols. En ell Robert Mimpriss va basar el seu treball exegètic ("sistema Mimpriss") destinat a les escoles dominicals.[1]
- Harmonia Evangelica, 1830, 1837, 1840; 5ena edició. 1855.
- Joannis Miltoni Fabulæ, Samson Agonistes et Comus Græcè, 1832.
- Supplementary dissertations on the Harmonies, 1834.
- An Exposition of the Parables, and of other parts of the Gospels, 1834–5, 6 vols.
- Prolegomena ad Harmoniam Evangelicam, 1840.
- Fasti Temporis Catholici and Origines Kalendariæ: History of the Primitive Calendar, Part 1, 1852, 4 vols.
- General Tables of the Fasti Catholici, or Fasti Temporis Perpetui, from B.C. 4004 to A.D. 2000, 1852.
- Supplementary Tables and Introduction to the Tables of the Fasti Catholici, 1852.
- Origines Kalendariæ Italicæ, 1854, 4 vols.
- Origines Kalendariæ Hellenicæ, 6 vols. 1861.
- The Three Witnesses and the Threefold Cord; being the testimoney of the Natural Measures of Time, of the Primitive Civil Calendar, and of Antediluvian and Postdiluvian Tradition, on the Principal Questions of Fact in Sacred and Profane Antiquity, 1862.
- The Objections to the Historical Character of the Pentateuch in Part I of Dr. Colenso's "Pentateuch and Book of Joshua," considered and shewn to be unfounded, London, 1863.
- The Zulus and the Men of Science, London, 1865.